# Alberto Cooper
Alberto Cooper Valencia (Antofagasta, 20 de julio de 1928-La Serena, 28 de septiembre de 2023) fue un agrónomo y político chileno. Fue senador entre 1990 y 1998.

## Biografía
Fue hijo de Francisco Galvarino Cooper y Lola Valencia. Se casó con Ximena Weismann Ríos con quien tuvo cuatro hijos.
Realizó sus estudios secundarios en el Colegio San Luis de Antofagasta; posteriormente, ingresó a la Escuela de Agronomía de la Universidad Católica de Chile, donde obtuvo el título de Ingeniero Agrónomo en 1953; la tesis se tituló "Plagas y enfermedades de la papa en La Serena". Tiene estudios de posgrado sobre Agroquímica de la Universidad de Chile (1971).
Se inició en la agricultura en La Serena, donde explotó el predio Peñuelas y posteriormente el predio Bella Vista en el Valle de Elqui, el que dedicó al cultivo de papas y cereales; lechería y ganadería.
Durante los años 1960 a 1970 actuó como ingeniero agrónomo de Sanidad del Servicio Agrícola y Ganadero (SAG) y posteriormente fue director del SAG para las regiones de Atacama y Coquimbo. Entre los años 1964 y 1968 actuó en el Tribunal Especial de Expropiaciones y en el Tribunal de Reclamación de Avalúos.
Fue director de la Cooperativa Agrícola y Lechera del Norte y de las Cooperativas Pisqueras Capel y Limarí. Fue fundador y primer presidente provincial del Colegio de Ingenieros Agrónomos; y fundador del Centro de Ingenieros Agrónomos y Veterinarios. Es miembro de la Sociedad Agrícola del Norte. También fue profesor de Fitotecnia y Sanidad Vegetal en la Universidad de Chile, sede La Serena.
En 1991 fue distinguido por el Colegio de Ingenieros Agrónomos de Chile, A.G., con un premio especial, por la actividad pública desarrollada.

## Carrera política

### Cargos en la dictadura militar
En 1973 fue designado director regional de la Corporación de Fomento de la Producción (CORFO) para la Región de Coquimbo. Entre 1974 y 1975, se desempeñó como director de la Empresa Nacional de Instrumentos de Precisión (ENAPRI). En 1975 fue nominado secretario regional ministerial de Economía y de Hacienda, hasta 1977, en la Región de Coquimbo.
Posteriormente, entre 1985 y 1986, fue presidente de la Empresa Eléctrica de Coquimbo, y entre 1987 y 1988, fue nombrado vicepresidente de la Empresa Manganesos de Atacama S.A.
En diciembre de 1988 fue designado intendente de la Región de Coquimbo, hasta septiembre de 1989.

### Senador
En diciembre de 1989 se presentó como candidato independiente a senador por el pacto Democracia y Progreso, y resultó elegido, por la Cuarta Circunscripción Senatorial, Región de Coquimbo, para el período 1990-1998. Fue senador reemplazante en la Comisión Permanente de Obras Públicas; y en la de Transportes y Telecomunicaciones; e integró la Comisión Permanente de Vivienda y Urbanismo. En la segunda etapa de su período senatorial, integró y fue presidente de la Comisión Permanente de Transportes y Telecomunicaciones.
Después de ser electo senador, ingresó al partido Renovación Nacional, el 13 de marzo de 1990.

## Historial electoral

### Elecciones parlamentarias de 1989
- Elecciones Parlamentarias de 1989 a Senador por la Circunscripción 4, (Coquimbo)[2]

| Candidato                    | Pacto                          | Partido | Votos  | %     | Resultado |
| ---------------------------- | ------------------------------ | ------- | ------ | ----- | --------- |
| Ricardo Hormazábal Sánchez   | Concertación por la Democracia | PDC     | 88.360 | 36,85 | Senador   |
| Jorge Insunza Becker         | Unidad para la Democracia      | PAIS    | 49.241 | 20,54 |           |
| Alberto Cooper Valencia      | Democracia y Progreso          | ILB     | 46.490 | 19,39 | Senador   |
| Herman Chadwick Piñera       | Democracia y Progreso          | UDI     | 39.386 | 16,43 |           |
| Julio Durán Neumann          | Alianza de Centro              | DR      | 13.495 | 5,63  |           |
| Juan Eliseo González Herrera | Unidad para la Democracia      | PAIS    | 2.798  | 1,77  |           |